# Boga-do-Guadiana
A boga-do-guadiana (Pseudochondrostoma willkommii) é uma espécie de peixe actinopterígeo da família Cyprinidae.
Pode ser encontrada nos seguintes países: Portugal e Espanha.
Os seus habitats naturais são: rios e áreas de armazenamento de água.
Esta espécie está ameaçada por perda de habitat.